# بيرتن غوردون
بيرتن غوردون (بالإنجليزية: Bert I. Gordon)‏ (و. 1922  م) هو كاتب سيناريو، ومنتج أفلام، ومخرج أفلام أمريكي، ولد في كينوشا.

## التعليم
تعلم في جامعة ويسكونسن-ماديسون.

## وصلات خارجية
- بيرتن غوردون على موقع IMDb (الإنجليزية)
- بيرتن غوردون على موقع ألو سيني (الفرنسية)
- بيرتن غوردون على موقع تيرنر كلاسيك موفيز (الإنجليزية)
- بيرتن غوردون على موقع أول موفي (الإنجليزية)
- بيرتن غوردون على موقع قاعدة بيانات الأفلام السويدية (السويدية)
- بيرتن غوردون على موقع إن إن دي بي (الإنجليزية)
- بيرتن غوردون على موقع قاعدة بيانات الفيلم (الإنجليزية)
- بيرتن غوردون على موقع كينوبويسك (الروسية)